# Dinoponera nicinha
Dinoponera nicinha é uma espécie de formiga encontrada na Amazônia, nos estados do Amazonas e Rondônia, e é uma das maiores formigas do mundo.
Assim como nas demais espécies do gênero Dinoponera, a reprodução desta espécie é realizada por operárias férteis, chamadas gamergate.
A espécie foi descrita em 2021, por pesquisadores do Laboratório de Biossistemática de Formigas da Universidade Estadual do Paraná. A espécie se diferencia das demais do gênero pelo formato do nodo peciolar (equivalente à cintura da formiga), que possui a margem dorsal convexa e com os ângulos anterior e posterior na mesma altura. Também possui o corpo brilhante e coberto por pelos dourados.
O epíteto específico homenageia Nilce Magalhães, ativista do Movimento dos Atingidos por Barragens, apelidada Nicinha, assassinada em 2016, cujo corpo foi encontrado na Usina Hidrelétrica de Jirau. Espécimes da formiga foram encontrados próximos a região impactada pela construção da represa, em Porto Velho, o que motivou a homenagem.